# The Ghost of Sulphur Mountain
Pour plus de détails, voir Fiche technique et Distribution.
The Ghost of Sulphur Mountain est un film muet américain réalisé par Gaston Méliès, sorti en 1912.

## Fiche technique
- Réalisateur et producteur : Gaston Méliès
- Sociétés de production :  Star Film
- Format : Muet - Noir et blanc - 1,33:1 - 35 mm
- Pays de production : USA
- Genre : western
- Date de sortie : 18 avril 1912

## Distribution
- Francis Ford : Joe